# Saison 2018 des Tigers de Détroit
La saison 2018 des Tigers de Détroit est la 118e saison en Ligue majeure de baseball pour cette franchise.

## Saison régulière
La saison régulière de 162 matchs des Tigers débute le 29 mars par une visite à Détroit des Pirates de Pittsburgh et se termine le 30 septembre suivant. 

### Classement
| Ligue américaine division Centrale | V  | D   | %    | Diff. | Diff. (élim.) |
| ---------------------------------- | -- | --- | ---- | ----- | ------------- |
| Indians de Cleveland               | 91 | 71  | ,562 | -     | -             |
| Twins du Minnesota                 | 78 | 84  | ,481 | 13    | -             |
| Tigers de Détroit                  | 64 | 98  | ,395 | 27    | -             |
| White Sox de Chicago               | 62 | 100 | ,383 | 29    | -             |
| Royals de Kansas City              | 58 | 104 | ,358 | 33    | -             |